# Cimetière de Mountain View (Oakland, Californie)
Le Cimetière de Mountain View est un cimetière de 226 acres (91,5 ha) situé à Oakland, dans le comté d'Alameda, en Californie. Il a été créé en 1863 par un groupe de pionniers de l'East Bay en vertu de la loi sur les cimetières ruraux de Californie de 1859. L'association, qu'ils ont formée, le fait encore fonctionner aujourd'hui. Mountain View a été conçu par Frederick Law Olmsted, l'architecte paysagiste qui a également conçu Central Park à New York et une part importante des universités d'UC Berkeley et de Stanford.
Beaucoup de personnalités d'importance historique de la Californie, attirées par la réputation d'Olmsted, y sont enterrées, et il y a beaucoup de cryptes grandioses en hommage aux riches dans une section connue comme l'« allée des millionnaires ». De ce fait, et de son cadre magnifique, le cimetière est une attraction touristique et des guides effectuent des visites semi-mensuelles.

## Conception

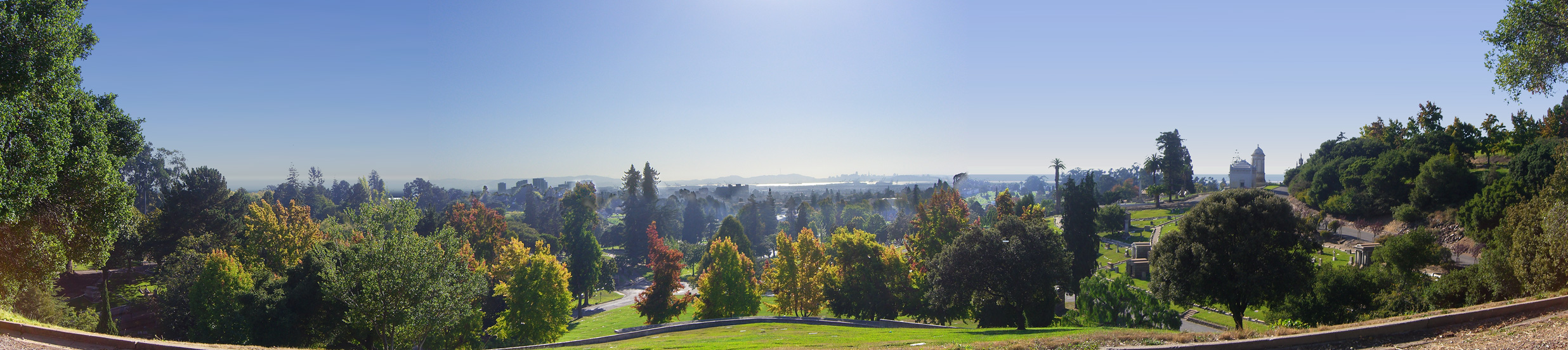
Vue panoramique à partir de l'arrière du cimetière, en regardant à travers la baie de San Francisco

L'intention d'Olmsted était de créer un espace qui exprime une harmonie entre l'homme et le milieu naturel. Dans l'esprit des romantiques anglais et américain du XIXe siècle, les cimetières semblables à un parc, comme Mountain View, représentaient la paix de la nature, à laquelle l'âme humaine retourne. Olmsted, en s'appuyant sur les concepts du transcendantalisme américain, a intégré des grands monuments parisiens et de larges avenues.
Le cimetière de Sainte-Marie et le mausolée et le columbarium de la chapelle du Carillon mausolée et du columbarium sont attenants au cimetière de Mountain View.

Emplacement du cimetière de Mountain View.

## Sépultures notables

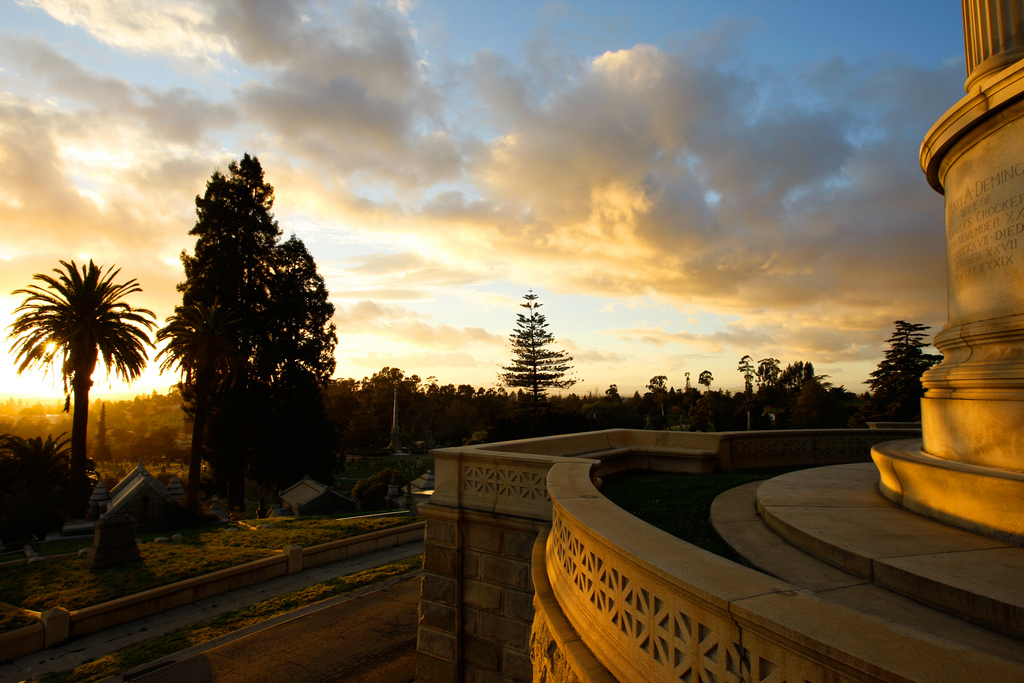
Vue du cimetière du tombeau de Charles Crocker.

Il y a plusieurs personnalités notables enterrées à Moutain View, nombreux sont des acteurs locaux dans l'histoire de la Californie, mais les autres ont obtenu une renommée plus large.

### Personnalités politiques et fonctionnaires du gouvernement
- Washington Bartlett, maire de San Francisco (1882-1884), gouverneur de la Californie (1887) ;
- Coles Bashford, gouverneur du Wisconsin et homme politique du territoire de l'Arizona ;
- Leonard W. Buck (1834-1895), propriétaire de ranch, en Californie, sénateur de l'État ;
- Warren B. English, délégué des États-Unis (D) de la Californie ;
- John B. Felton, maire d'Oakland (1869-70)
- William M. Gwin, un des premiers sénateurs des États-UNIS de la Californie ;
- Henry H. Haight (1825-1878), gouverneur de la Californie (1867-71)
- William Knowland, sénateur des États-Unis, éditeur - Oakland Tribune ;
- Adolphus Frederic St Sure, juge fédéral ;
- Samuel Merritt, un des premiers maires d'Oakland
- Romualdo Pacheco, gouverneur de la Californie 1875
- George Pardee, gouverneur de la Californie 1903-1907
- George C. Perkins, gouverneur de la Californie, 1880-1883 ; sénateur des États-Unis, 1893-1915.

### Industriels et hommes d'affaires

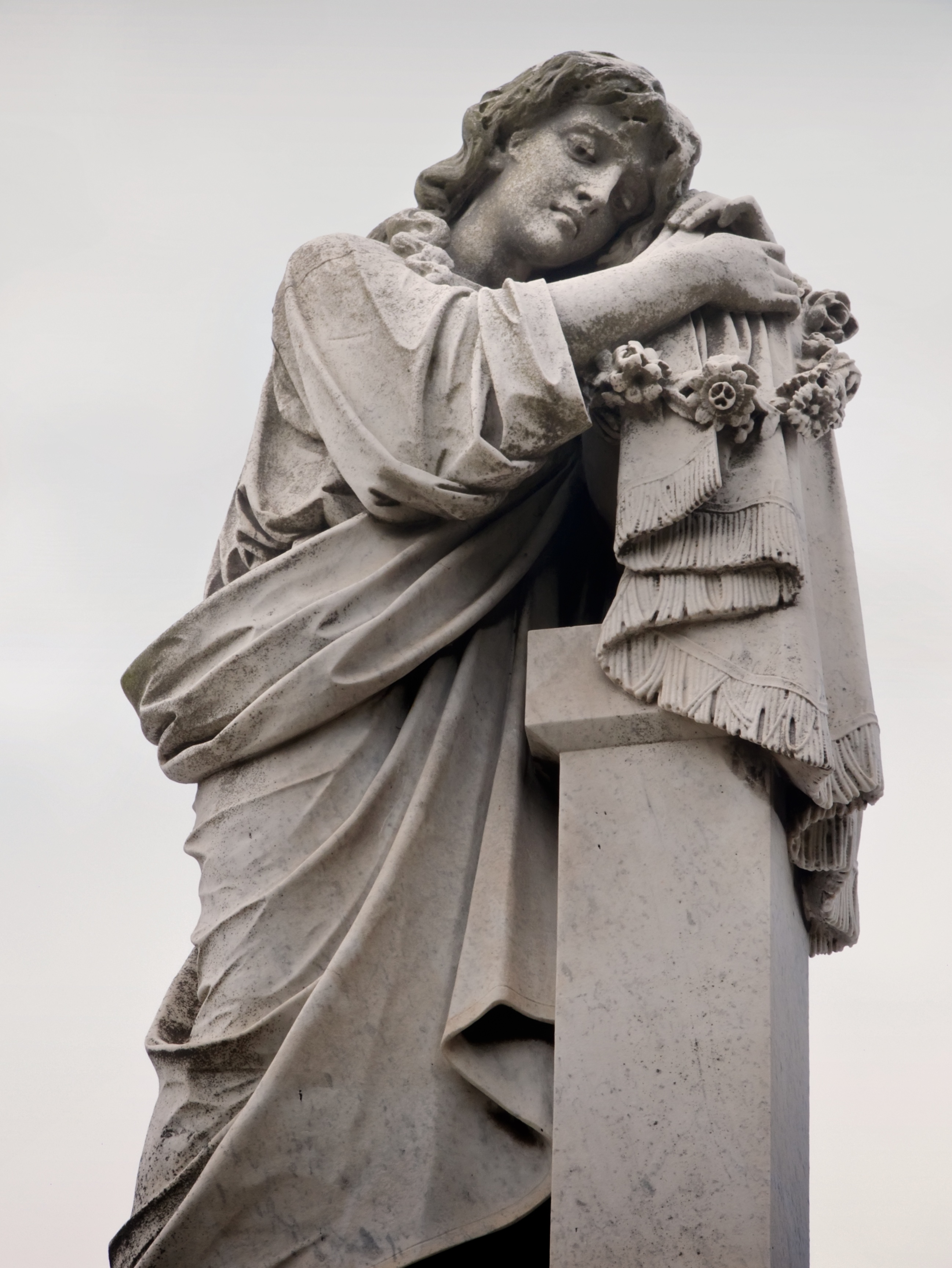
La statue au-dessus du mausolée de Domingo Ghirardelli.

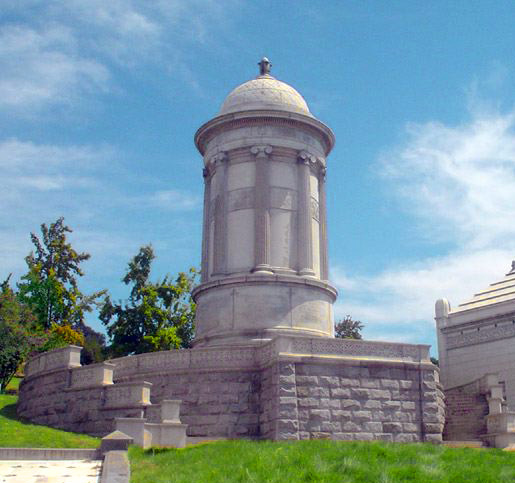
Le mausolée de Crocker sur l'allée des millionnaires.

- Warren A. Bechtel, industriel, fondateur de la société Bechtel ;
- Anthony Chabot, père de l'exploitation hydraulique et bienfaiteur du Chabot Espace & Science Center ;
- Charles Crocker, magnat ferroviaire, banquier ;
- William E. Dargie, propriétaire - Oakland Tribune
- Frederic Delger, cordonnier allemand et multimillionnaire ;
- Freda Ehrmann, mère de l'industrie des olives de Californie ;
- J. A. Folger, fondateur de Folgers Coffee
- Peter Folger, héritier du café américain , mondain ;
- Domingo Ghirardelli, homonyme de la Ghirardelli Chocolate Company ;
- A. K. P. Harmon, magnat du bois d'œuvre et d'expédition, secrétaire de l'Oakland Tribune Publishing Company ;
- Henry J. Kaiser, père de la construction navale moderne américaine ;
- Ingemar Henry Lundquist, ingénieur en mécanique, et inventeur de l'angioplastie par ballonnet ;
- C. O. G. Miller, chef de la  Pacific Gas Lighting Corporation ;
- Isaac Requa, a fait fortune dans le Comstock Lode et les chemins de fer ;
- Joe Shoong, immigrant Chinois et fondateur de la chaîne  National Dollar Stores
- Francis Marion Smith, le « roi Borax » ;
- Charles Mineur Goodall, cofondateur de la Pacific Coast Steamship Company
- Lewis Bradbury, millionnaire des mines d'or qui possédait la Tajo Mine au Mexique, et plus tard est devenu un promoteur immobilier ;

### Militaire
- Brigadier-Général Henry Brevard Davidson de l'armée des États confédérés ;
- John Coffe Hays, Texas Ranger et premier shérif de San Francisco ;
- Eli L. Huggins, soldat des guerres indiennes et récipiendaire de la médaille d'honneur ;
- Henry T. Johns, soldat de la guerre de Sécession et récipiendaire de la médaille d'honneur ;
- Ralph Wilson Kirkham, général de l'armée de l'Union ;
- Oscar Fitzalan Long, soldat des guerres indiennes et récipiendaire de la médaille d'honneur ;
- Rossell O'Brien, vétérans de la guerre de Sécession qui a commencé l'habitude de rester debout et de retirer son chapeau lors de l'hymne national américain ;
- Jeremiah C. Sullivan, général de l'armée de l'Union et membre dé l'état-major d'Ulysses S. Grant
- Adam Weissel, marin de la marine des États-Unis et récipiendaire de la médaille d'honneur ;

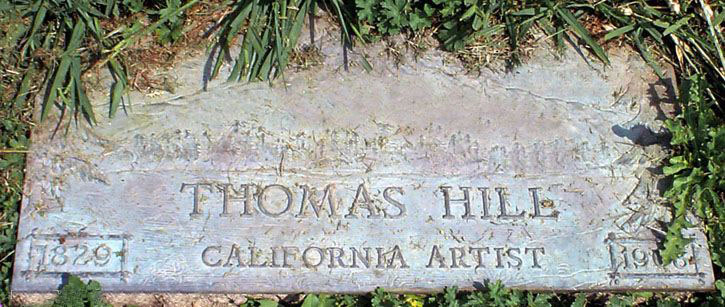
Pierre tombale de Thomas Hill

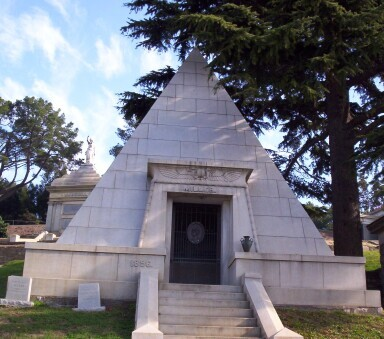
pyramide de la crypte Miller.

### Arts et culture
- Leandro Campanari, violoniste Italo-Américain, chef d'orchestre, compositeur et professeur de musique ;
- Malonga Casquelord, danseur Congolais, batteur, chorégraphe et fondateur de Fua Dia Congo ;
- Herbert A. Collins, artiste de paysage et de portrait ;
- Ina Coolbrith, premier poète lauréat en Californie ;
- Andre Hicks (aka Mac Dre), rappeur du nord de la Californie ;
- Thomas Hill, artiste ;
- William Keith, paysagiste en Californie ;
- Flora Haines Loughead, écrivaine et journaliste ;
- Bernard Maybeck, architecte ;
- Julia Morgan, architecte ;
- Irving Morrow, architecte, principal concepteur du pont du Golden Gate
- Frank Norris, auteur ;
- Floyd Salas, auteur ;
- Isabel Seal Stovel, un des organisateurs de la semaine de la musique de la ville de San Francisco ;
- Douglas Tilden, sculpteur ;

### Histoire locale
- Edson Adams, a aménagé la ville de Oakland ;
- Rév. Benjamin Akerly, pionnier épiscopalien, clerc de la région de la Baie, a effectué la consécration du cimetière de Mountain View et a officié des centaines d'inhumations ;
- Moïse Chase, que l'on croit être le premier Américain à s'installer dans la région de l'East Bay ;
- David D. Colton, vice-président de la Southern Pacific Railroad, homonyme de la ville de Colton, en Californie ;
- Alexander Dunsmuir, constructeur de la Dunsmuir House ;
- Rév. Henry Durant, premier président de l'université de Californie, Berkeley ;
- Joseph Stickney Emery, fondateur d'Emeryville, en Californie ;
- Anna Head, fondatrice de la Head-Royce Shool ;
- Nannie S. Brown Kramer, organisatrice, présidente et membre directeur d du club de la ville des femmes d'Oakland; ce club avait trois mille membres et a construit un nouveau bâtiment qui a coûté 600 000 $.00[2]
- Jane K. Sather, donatrice de Sather Gate et Sather Tower à l'université de Californie, Berkeley
- Francis K. Shattuck, célebre dans la politique et au début du développement du comté d'Alameda, à Oakland et Berkeley.
- John Swett, fondateur du système scolaire public de la Californie ;
- Charles Lee Tilden, homonyme de parc régional Tilden ;

### Autres

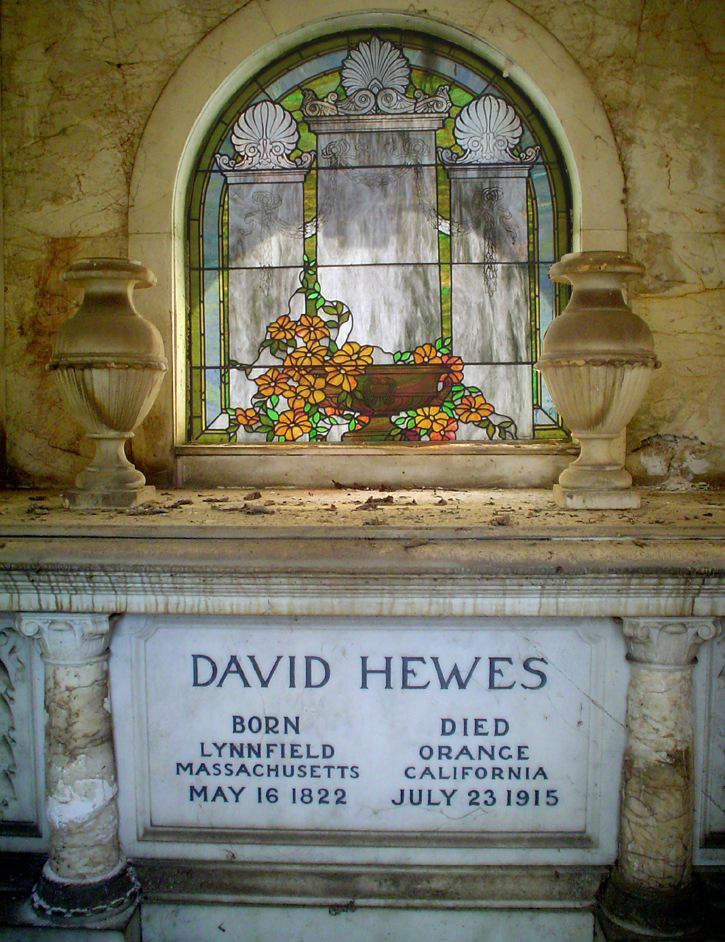
Caveau de David Hewes.

- Volney V. Ashford, révolutionnaire exilé
- Cloe Annette Buckel, une des premières femmes médecins en Californie ;
- Glenn Burke, le premier joueur ouvertement gay dans la ligue majeure de Baseball ;
- Henry D. Cogswell, dentiste et croisé du mouvement de la tempérance ;
- Marcus Foster, premier noir surintendant de l'Oakland Unified School District à Oakland, en Californie, et première victime de la Symbionese Liberation Army ;
- David Hewes, qui a fourni le « Golden Spike » ;
- Bobby Hutton, premier trésorier du Black Panther Party ;
- Fred Korematsu, a contesté le décret 9066 ;dans le célèbre arrêt de la cour suprême Korematsu vs. États-Unis ;
- Joseph LeConte, cofondateur du Sierra Club ;
- Ernie Lombardi, joueur de la ligue majeur de baseball inscrit sur le Hall of Fame
- John Marsh, premier médecin Américain en Californie, a également contribué à stimuler voyage par wagon transcontinental ;
- John Norton Pomeroy, professeur de droit à Hastings College of the Law ;
- William T. Shorey, le seul capitaine Afro-Américain de baleinier sur la côte du Pacifique ;
- Elizabeth Short, victime du meurtre non résolu à Hollywood, connu comme le Dahlia Noir ;
- Josias Stanford, frère aîné de Leland Stanford ;
- Il y en une tombe de guerre du Commonwealth britannique, l'officier pilote James Raymond Lippi, un Américain né, membre de la Royal Canadian Air Force, qui est mort en 1942[3]. Lippi est né à Santa Cruz, en Californie, et est allé au Canada pour s'enrôler lors de la seconde guerre mondiale ;
- Lee Ya-Ching, la première dame de vol chinoise, première femme pilote ;diplômée de Genève-Cointrin (Suisse) et de la Boeing School od Aeronautics